# Gilmar Rinaldi
Gilmar Rinaldi (Erechim, 1959. január 13. –) brazil válogatott labdarúgó.
A brazil válogatott tagjaként részt vett az 1994-es világbajnokságon.

## Statisztika
| Brazil válogatott | Brazil válogatott | Brazil válogatott |
| Időszak           | Mérk.             | gól               |
| ----------------- | ----------------- | ----------------- |
| 1986              | 2                 | 0                 |
| 1987              | 2                 | 0                 |
| 1988              | 0                 | 0                 |
| 1989              | 0                 | 0                 |
| 1990              | 0                 | 0                 |
| 1991              | 0                 | 0                 |
| 1992              | 2                 | 0                 |
| 1993              | 1                 | 0                 |
| 1994              | 0                 | 0                 |
| 1995              | 2                 | 0                 |
| Összesen          | 9                 | 0                 |